# Gottfried Heinrich Bach
Pour les articles homonymes, voir Bach.
Gottfried Heinrich Bach (né à Leipzig en Saxe, le 26 février 1724 - enterré à Naumbourg en Saxe, le 12 février 1763) est le deuxième enfant mais le premier fils issu du mariage de Johann Sebastian Bach et d'Anna Magdalena, sa seconde épouse.

## Biographie
Gottfried Heinrich tient ses prénoms de ses deux parrains, Gottfried Lange, le maire de Leipzig et Friedrich Heinrich Graff, avocat auprès de la Haute Cour de justice. Il était mentalement arriéré et fut recueilli, après la mort de son père, par sa sœur Elisabeth et son époux Johann Christoph Altnikol, un ancien élève de Bach.
Il est possible qu'il soit l'auteur d'une courte pièce de clavecin, ainsi que de l'air So oft ich meine Tobackspfeife BWV 515 des petits livres d'Anna Magdalena.
Dans sa chronique de la famille Bach, Johann Sebastian mentionne à propos de ce fils : « …inclinirt gleichfalls zur Musik, inspecie zum Clavier » c’est-à-dire « …également doué pour la musique, et notamment le clavier ». Son demi-frère Carl Philipp Emanuel Bach ajoute « War ein großes Genie, welches aber nicht entwickelt wurde » (« C'était un vrai génie, mais qui ne se développa pas. »). 
Le docteur Albert Schweitzer, fondateur du célèbre hôpital de Lambaréné au Gabon, en parle dans sa biographie de Bach parue en 1905 comme d'un « musicien génial à l´intelligence arrêtée ». Le 28 juillet 1909, il donna en l´église Saint-Thomas de Strasbourg un concert en souvenir de la mort de Bach et, par compassion pour toutes les familles qui ont un enfant handicapé, il décida d´affecter le produit de la manifestation au Sonnenhof, établissement pour personnes présentant une déficience mentale.